# Jergieni
Jergeni (ros. Ергени) – wyżyna w południowo-wschodniej Rosji europejskiej. 
Wyżyna Jergeni stanowi część Niziny Wschodnioeuropejskiej. Rozciąga się z północy na południe od zakola Wołgi koło Wołgogradu do Obniżenia Kumsko-Manyckiego na południu. Na zachodzie łagodnie opada w dolinę Donu, do którego spływają rzeki Myszkowa, Aksaj i Sał. Na południowym krańcu łączy się z Grzędą Salsko-Manycką. Na wschodzie Jergeni raptownie opada w Nizinę Sarpińską i Nadkaspijską zboczem o względnej wysokości 70-80 m, u podnóża którego leżą Jeziora Sarpińskie. Rozciągłość południkowa wyżyny wynosi 350 km, równoleżnikowa - 20-50 km, wysokość - 160–218 m n.p.m. 
Centralny pas wyżyny ma charakter płaskowyżu z dużą ilością zapadlisk sufozyjnych. Wschodnie obrzeże jest rozcięte wieloma głębokimi dolinami rzecznymi, okresowo wypełniającymi się wodą. Wyżyna jest zbudowana z glin, piaskowców i wapieni przykrytych specyficznymi lokalnymi utworami na bazie piasków. Gleby kasztanowe jasne, miejscami zasolone. Roślinność półpustynna, na wschodnim skłonie zagajniki drzew liściastych. 